# La Causa Peronista
La Causa Peronista fue una revista argentina oficiosa de la organización Montoneros, dirigida por Héctor Grassi, bajo la responsabilidad política de Rodolfo Galimberti, continuadora de las revistas El Descamisado y El Peronista para la Liberación Nacional, y cuyo discurso, formato y estética mantenía. Su primer número fue editado el 9 de junio de 1974 y apenas pudo publicar nueve números, ya que la decisión de pasar a la clandestinidad y retornar a la lucha armada por parte de Montoneros, cuatro días después, tornó imposible continuar con su publicación legal. Su continuidad en la clandestinidad fue la revista Evita Montonera, publicada desde diciembre de 1974 hasta agosto de 1979.
Su último número fue especialmente importante: publicó una entrevista a Norma Arrostito y Mario Firmenich, quienes describieron en detalle el asesinato del general Pedro Eugenio Aramburu, en 1970.